# Bolitoglossa pacaya
Bolitoglossa pacaya es una especie de salamandra de la familia Plethodontidae.
Es endémica de los departamentos de Escuintla y Guatemala (Guatemala); se encontró en las laderas del volcán de Pacaya.